# (7015) Schopenhauer
(7015) Schopenhauer es un asteroide que forma parte del cinturón de asteroides y fue descubierto por Eric Walter Elst el 16 de agosto de 1990 desde el Observatorio de La Silla, Chile.

## Designación y nombre
Schopenhauer recibió al principio la designación de 1990 QC8.
Posteriormente, en 1997, se nombró en honor del filósofo alemán Arthur Schopenhauer (1788-1860).

## Características orbitales
Schopenhauer orbita a una distancia media de 2,325 ua del Sol, pudiendo acercarse hasta 1,931 ua y alejarse hasta 2,719 ua. Tiene una excentricidad de 0,1695 y una inclinación orbital de 5,478 grados. Emplea 1295 días en completar una órbita alrededor del Sol. El movimiento de Schopenhauer sobre el fondo estelar es de 0,278 grados por día.

## Características físicas
La magnitud absoluta de Schopenhauer es 14.